# Mistrovství světa v ledním hokeji 1990
54. Mistrovství světa a 65. Mistrovství Evropy  v ledním hokeji se konalo ve Švýcarsku v Bernu a Fribourgu ve dnech 16. dubna – 2. května 1990. Osm týmů hrálo systémem každý s každým. Čtyři nejlepší výběry hrály poté ještě jednou každý s každým. Mistrovství vyhrál po dvaadvacáté v historii výběr SSSR. Hokejisté Švédska se stali po desáté mistry Evropy. Do tabulky mistrovství Evropy se započítávaly pouze souboje mezi evropskými hokejovými výběry.

## Výsledky a tabulky

### Základní část
|    |                     | CAN | SWE | URS  | TCH | USA  | FIN | NOR | GER | V | R | P | Skóre | B  |
| 1. | Kanada              | *** | 3:1 | 3:3  | 5:3 | 6:3  | 6:5 | 8:0 | 5:1 | 6 | 1 | 0 | 36:16 | 13 |
| 2. | Švédsko             | 1:3 | *** | 3:1  | 5:1 | 6:1  | 4:2 | 4:3 | 6:0 | 6 | 0 | 1 | 29:11 | 12 |
| 3. | SSSR                | 3:3 | 1:3 | ***  | 4:1 | 10:1 | 6:1 | 9:1 | 5:2 | 5 | 1 | 1 | 38:12 | 11 |
| 4. | Československo/ČSFR | 3:5 | 1:5 | 1:4  | *** | 7:1  | 4:2 | 9:1 | 3:0 | 4 | 0 | 3 | 28:18 | 8  |
| 5. | USA                 | 3:6 | 1:6 | 1:10 | 1:7 | ***  | 2:1 | 9:4 | 6:3 | 3 | 0 | 4 | 23:37 | 6  |
| 6. | Finsko              | 5:6 | 2:4 | 1:6  | 2:4 | 1:2  | *** | 3:3 | 4:2 | 1 | 1 | 5 | 18:27 | 3  |
| 7. | Norsko              | 0:8 | 3:4 | 1:9  | 1:9 | 4:9  | 3:3 | *** | 7:3 | 1 | 1 | 5 | 19:45 | 3  |
| 8. | SRN                 | 1:5 | 0:6 | 2:5  | 0:3 | 3:6  | 2:4 | 3:7 | *** | 0 | 0 | 7 | 11:36 | 0  |

 SSSR –  Norsko	9:1 (3:0, 2:0, 4:1)
16. dubna 1990 (14:30) – Bern (Eisstadion Allmend)

Branky SSSR: 7:43 Vjačeslav Bykov, 9:07 Andrej Chomutov, 10:34 Vladimir Konstantinov, 20:46 Andrej Chomutov, 32:54 Jevgenij Davydov, 41:58 Sergej Fjodorov, 42:18 Pavel Bure, 43:18 Sergej Němčinov, 56:42 Igor Kravčuk.

Branky Norska: 57:24 Geir Hoff.

Rozhodčí: Don Gaudet (CAN) – Tim Benedetto (USA), Anders Ekhagen (SWE)

Vyloučení: 11:10

Diváků: 5 250
 Kanada –  SRN	5:1 (4:1, 1:0, 0:0)
16. dubna 1990 (15:30) – Fribourg (Patinoire de Saint-Léonard)

Branky Kanady:7:13 Steve Yzerman, 9:14 Greg Adams, 10:52 Rick Tocchet, 15:44 Rick Tocchet, 37:15 Murray Craven.

Branky SRN: 16:18 Helmut Steiger.

Rozhodčí: Nikolaj Morozov (URS) – Šamil Šakirov (URS), Arto Järvelä (FIN)

Vyloučení: 4:3

Diváků: 6 000
 Švédsko –  Finsko 	4:2 (3:2, 1:0, 0:0)
16. dubna 1990 (18:00) – Bern (Eisstadion Allmend)

Branky Švédska: 0:26 [Thomas Rundqvist, 15:42 Kent Nilsson, 17:51 Kent Nilsson, 30:06 Kent Nilsson.

Branky Finska: 6:03 Pauli Järvinen, 11:08 Jukka Vilander.

Rozhodčí: Jiří Lípa (TCH) – Michel Clemençon (SUI), Richard Schütz (FRG)

Vyloučení: 6:5

Diváků: 4 000
 Československo -  USA 	7:1 (1:0, 4:0, 2:1)
16. dubna 1990 (19:00) – Fribourg (Patinoire de Saint-Léonard)

Branky Československa: 5:00 5:00 Jiří Kučera (Libor Dolana), 25:09 Zdeno Cíger (Oto Haščák), 27:50 Zdeno Cíger, 30:53 Robert Reichel (Jaromír Jágr), 32:39 Jiří Doležal (Tomáš Jelínek), 42:40 Jiří Doležal, 48:22 Robert Reichel (Bobby Holík).

Branky USA: 47:19 Christopher Dahlqvist.

Rozhodčí: Seppo Mäkelä (FIN) – Bob Bell (CAN), Johan Enestedt (SWE)

Vyloučení: 7:8 (1:0)

Diváků: 3 500
Československo: Dominik Hašek – Antonín Stavjaňa, Bedřich Ščerban, Mojmír Božík, Leo Gudas, František Procházka, Jerguš Bača – Robert Kron, Oto Haščák, Zdeno Cíger – Libor Dolana, Jiří Kučera, Ladislav Lubina – Tomáš Jelínek, Martin Hosták, Jiří Doležal – Jaromír Jágr, Robert Reichel, Bobby Holík.
USA: William Pye (31. John Blue) – Jim Johnson, Christopher Dahlqvist, Greg Brown, Jeff Norton, Dan Keczmer, Guy Gosselin – Danton Cole, Thomas O'Regan, Kevin Stevens – John Fritsche, Kip Miller, Robert Reynolds – Steven MacSwain, Edmund Galiani, Joseph Sacco.
 SRN –  SSSR 	2:5 (1:2, 1:2, 0:1)
17. dubna 1990 (13:00) – Bern (Eisstadion Allmend)

Branky SRN: 12:51 Helmut Steiger, 32:54 Gerd Truntschka.

Branky SSSR: 11:03 Sergej Fjodorov, 15:35 Andrej Chomutov, 32:03 Sergej Němčinov, 34:30 Andrej Chomutov, 42:08 Alexandr Semak.

Rozhodčí: Tor Hansen (NOR) – Bob Bell (CAN), Ladislav Rouspetr (TCH)

Vyloučení: 8:8 (1:3)

Diváků: 2 500
 Kanada –  USA 	6:3 (1:1 . 2:2, 3:0)
17. dubna 1990 (16:30) – Bern (Eisstadion Allmend)

Branky Kanady: 8:17 Rick Tocchet, 24:34 Shawn Burr, 26:59 Greg Adams, 44:57 Theoren Fleury, 53:16 Greg Adams, 55:19 Shawn Burr.

Branky USA: 7:19 Danton Cole, 20:21 Mark Johnson, 23:15 Kip Miller.

Rozhodčí: Willi Vögtlin (SUI) – Anders Ekhagen (SWE), Richard Schütz (FRG)

Vyloučení: 2:2 (0.1)

Diváků: 4 000
 Švédsko –  Norsko		4:3 (1:0, 2:2, 1:1)
17. dubna 1990 (19:00) – Fribourg (Patinoire de Saint-Léonard)

Branky Švédska: 17:16 Johan Garpenlöv, 23:21 Johan Garpenlöv, 35:56 Magnus Svensson, 48:28 Håkan Loob.

Branky Norska: 21:33 Stephen Foyn, 37:13 Morten Finstad, 53:09 Cato Tom Andersen.

Rozhodčí: Steve Piotrowski (USA) – Ralph Dimmers (FRG), Michel Clemençon (SUI)

Vyloučení: 7:12 (2:2)

Diváků: 2 200
 Československo -  Finsko 	4:2 (0:1, 4:0, 0:1)
17. dubna 1990 (20:00) – Bern (Eisstadion Allmend)

Branky Československa: 29:30 Libor Dolana (Tomáš Jelínek), 32:35 Leo Gudas (Bobby Holík), 35:03 Jaromír Jágr, 37:46 Tomáš Jelínek (Antonín Stavjaňa).

Branky Finska: 13:04 Raimo Summanen (Lumme), 42:36 Pekka Arbelius.

Rozhodčí: Dag Olsson (SWE) – Tim Benedetto (USA), Šamil Šakirov (URS)

Vyloučení: 3:3 (0:1)

Diváků: 2 500
Československo: Dominik Hašek – Antonín Stavjaňa, Bedřich Ščerban, Drahomír Kadlec, Leo Gudas, František Procházka, Mojmír Božík – Robert Kron, Oto Haščák, Zdeno Cíger – Libor Dolana, Jiří Kučera, Ladislav Lubina – Tomáš Jelínek, Jiří Hrdina, Jiří Doležal – Jaromír Jágr, Robert Reichel, Bobby Holík.
Finsko: Jukka Tammi (41. Sakari Lindfors) – Kai Rautio, Arto Ruotanen, Jyrki Lumme, Simo Saarinen, Pekka Laksola, Hakki Leime – Jukka Vilander, Esa Keskinen, Pauli Järvinen – Raimo Summanen, Raimo Helminen, Juha Järvenpää – Reijo Mikkolainen, Risto Jalo, Ari Vuori – Pekka Tirkkonen, Christian Ruuttu, Pekka Arbelius.
 Československo -  Norsko		9:1 (1:0, 3:1, 5:0)
19. dubna 1990 (13:00) – Bern (Eisstadion Allmend)

Branky Československa: 8:00 Leo Gudas (Robert Reichel), 23:57 Zdeno Cíger (Robert Reichel), 25:30 Jiří Hrdina (Bedřich Ščerban), 27:10 Zdeno Cíger (Oto Haščák), 45:29 Jiří Doležal (Jiří Hrdina, Tomáš Jelínek), 47:58 Libor Dolana (Jiří Kučera), 49:15 Drahomír Kadlec (Jiří Hrdina), 52:09 Ladislav Lubina (Libor Dolana), 52:40 Jiří Kučera (Leo Gudas).

Branky Norska: 36:10 Per Christian Knold (Erik Kristiansen).

Rozhodčí: Willi Vögtlin (SUI) – Bob Bell (CAN), Richard Schütz (FRG)

Vyloučení: 10:14 (4:0)

Diváků: 2 200
Československo: Dominik Hašek – Antonín Stavjaňa, Bedřich Ščerban, Drahomír Kadlec, Leo Gudas, František Procházka, Jerguš Bača – Robert Kron, Oto Haščák, Zdeno Cíger – Libor Dolana, Jiří Kučera, Ladislav Lubina – Jaromír Jágr, Robert Reichel, Bobby Holík – Tomáš Jelínek, Jiří Hrdina, Jiří Doležal.
Norsko: Steve Allman – Petter Salsten, Kim Søgård, Åge Ellingsen, Jan-Roar Fagerli, Cato Tom Andersen, Tor Helge Eikeland – Stephen Foyn, Morten Finstad, Lars Bergseng – Morgan Andersen, Lars Walbye, Geir Hoff – [Rune Gulliksen, Ørjan Løvdal, Arne Billkvam – Carl Gunnar Gundersen, Erik Kristiansn, Per Christian Knold.
 Kanada –  Finsko 	6:5 (0:2, 3:2, 3:1)
19. dubna 1990 (16:30) – Bern (Eisstadion Allmend)

Branky Kanady: 32:52 Greg Adams, 3:31 Steve Yzerman, 36:51 Steve Yzerman, 45:06 Al MacInnis, 46:26 Steve Yzerman, 57:44 Shawn Burr.

Branky Finska: 10:04 Jukka Vilander, 17:07 Pekka Tirkkonen, 26:51 Pauli Järvinen, 32:37 Pekka Laksola, 42:40 Ari Vuori.

Rozhodčí: Steve Piotrowski (USA) – Michel Clemençon (SUI), Ladislav Rouspetr (TCH)

Vyloučení: 3:3 (1:2)

Diváků: 6 000
 SSSR –  USA 	10:1 (6:0, 3:1, 1:0)
19. dubna 1990 (19:00) – Fribourg (Patinoire de Saint-Léonard)

Branky SSSR: 1:31 Pavel Bure, 3:22 Andrej Chomutov, 12:04 Valerij Kamenskij, 12:47 Michail Tatarinov, 17:50 Sergej Němčinov, 18:37 Jevgenij Davydov, 21:52 Vjačeslav Fetisov, 29:25 Viktor Ťumeněv, 30:48 Valerij Kamenskij, 59:43 Andrej Chomutov.

Branky USA: 22:45 John Fritsche.

Rozhodčí: Dag Olsson (SWE) – Ralph Dimmers (FRG), Johan Enestedt (SWE)

Vyloučení: 9:11

Diváků: 7 500
 Švédsko –  SRN		6:0 (1:0, 3:0, 2:0)
19. dubna 1990 (20:00) – Bern (Eisstadion Allmend)

Branky Švédska: 17:16 Thomas Eriksson, 20:14 Kent Nilsson, 21:05 Thomas Eriksson, 23:40 Kent Nilsson, 41:26 Mikael Johansson, 58:27 Mikael Johansson.

Rozhodčí: Don Gaudet (CAN) – Arto Järvelä (FIN), Šamil Šakirov (URS)

Vyloučení: 6:6 (1:0)

Diváků: 7 000
 Kanada –  Norsko		8:0 (4:0, 3:0, 1:0)
20. dubna 1990 (13:30) – Bern (Eisstadion Allmend)

Branky Kanady: 3:00 Theoren Fleury, 6:28 Paul Coffey, 13:23 Steve Yzerman, 18:52 Keith Acton, 21:18 Jamie Macoun, 29:06 Keith Acton, 29:52 John Cullen, 43:44 Steve Yzerman.

Rozhodčí: Jiří Lípa (TCH) – Ralph Dimmers (FRG), Šamil Šakirov (URS)

Vyloučení: 6:6 + Doug Gilmour na 10 min.

Diváků: 3 000
 Švédsko –  USA 	6:1 (2:0, 0:0, 4:1)	
20. dubna 1990 (16:30) – Bern (Eisstadion Allmend)

Branky Švédska: 11:47 Patrik Erickson, 18:43 Anders Huss, 41:13 Thomas Eriksson, 45:49 Johan Garpenlöv, 53:11 Patrik Erickson, 58:32 Kent Nilsson.

Branky USA: 50:48 Kevin Stevens

Rozhodčí: Nikolaj Morozov (URS) – Ladislav Rouspetr (TCH), Richard Schütz (FRG)

Vyloučení: 4:4

Diváků: 2 000
 Československo -  SRN	3:0 (1:0, 0:0, 2:0)
20. dubna 1990 (19:00) – Fribourg (Patinoire de Saint-Léonard)

Branky Československa: 2:40 Robert Reichel (Bobby Holík), 41:35 Ladislav Lubina (Libor Dolana), 57:28 Jiří Kučera (Libor Dolana).

Rozhodčí: Steve Piotrowski (USA) – Arto Järvelä (FIN), Michel Clemençon (SUI)

Vyloučení: 7:7 (1:0)

Diváků: 6 000
*Doping hráče SRN - výsledek ponechán a schválen.
Československo: Dominik Hašek – Antonín Stavjaňa, Bedřich Ščerban, Drahomír Kadlec, Leo Gudas, František Procházka, Jerguš Bača – Robert Kron, Oto Haščák, Zdeno Cíger – Libor Dolana, Jiří Kučera, Ladislav Lubina – Tomáš Jelínek, Jiří Hrdina, Jiří Doležal – Jaromír Jágr, Robert Reichel, Bobby Holík.
SRN: Klaus Merk – Udo Kießling, Andreas Niederberger, Ulrich Hiemer, Michael Schmidt, Harold Kreis, Uwe Krupp – Helmut Steiger, Gerd Truntschka, Dieter Hegen – Bernhard Truntschka, Georg Holzmann, Harald Birk – Andreas Lupzig, Thomas Bradl, Raimund Hilger – Dieter Willman, Peter Draisaitl, Axel Kammerer.
 SSSR –  Finsko 	6:1 (2:0, 1:1, 3:0)
20. dubna 1990 (20:00) – Bern (Eisstadion Allmend)

Branky SSSR: 4:06 Andrej Chomutov, 14:05 Valerij Kamenskij, 38:46 Sergej Němčinov, 52:33 Sergej Němčinov, 53:17 Andrej Chomutov, 53:39 Jevgenij Davydov

Branky Finska: 25:47 Jukka Vilander.

Rozhodčí: Tore Hansen (NOR) – Anders Ekhagen (SWE), Tim Benedetto (USA)

Vyloučení: 3:5 (2:0, 1:0)

Diváků: 8 500
 USA –  SRN		6:3 (2:0, 3:0, 1:3)	
22. dubna 1990 (13:00) – Bern (Eisstadion Allmend)

Branky USA: 2:38 Joel Otto, 17:27 Guy Gosselin, 27:49 Joseph Sacco, 30:34 Paul Ranheim, 37:48 Kevin Stevens, 53:50 Jeff Norton.

Branky SRN: 47:31 Udo Kießling, 49:59 Udo Kießling, 50:18 Gerd Truntschka.

Rozhodčí: Dag Olsson (SWE) – Anders Enestedt (SWE), Anders Ekhagen (SWE)

Vyloučení: 9:7 (2:0)

Diváků: 10 800
 SSSR –  Švédsko 	1:3 (1:0, 0:2, 0:1)
22. dubna 1990 (16:30) – Bern (Eisstadion Allmend)

Branky SSSR: 9:58 Andrej Chomutov.

Branky Švédska: 35:43 Pär Olov Djoos, 36:41 Håkan Loob, 49:09 Johan Garpenlöv.

Rozhodčí: Don Gaudet (CAN) – Bob Bell (CAN), Arto Järvelä (FIN)

Vyloučení: 7:7

Diváků: 11 500
 Norsko –  Finsko 	3:3 (0:0, 2:2, 1:1)
22. dubna 1990 (19:00) – Fribourg (Patinoire de Saint-Léonard)

Branky Norska: 32:50 Per Christian Knold, 36:25 Geir Hoff, 48:58 Kim Søgård.

Branky Finska: 27:18 Raimo Summanen, 35:00 Christian Ruutu, 49:20 Christian Ruutu.

Rozhodčí: Willi Vögtlin (SUI) – Ladislav Rouspetr (TCH), Šamil Šakirov (URS)

Vyloučení: 5:4

Diváků: 2 700
 Československo -  Kanada 	3:5 (0:3, 1:0, 2:2)
22. dubna 1990 (20:00) – Bern (Eisstadion Allmend)

Branky Československa: 38:55 Robert Reichel (Bedřich Ščerban), 49:35 Oto Haščák (Zdeno Cíger), 54:54 Jiří Doležal (Jiří Hrdina).

Branky Kanady: 3:02 Rick Tochet  (Ron Sutter), 10:10 Brian Bellows (Steve Yzerman), 14:52 Steve Yzerman (Brian Bellows, Greg Adams), 45:04 Greg Adams, 58:09 Brian Bellows (Steve Yzerman).

Rozhodčí: Seppo Mäkelä (FIN) – Richard Schütz (FRG), Tim Benedetto (USA)

Vyloučení: 5:8 (0:3, 0:1)

Diváků: 11 500
Československo: Petr Bříza – Mojmír Božík, Bedřich Ščerban, Drahomír Kadlec, Leo Gudas, František Procházka, Jerguš Bača – Robert Kron, Oto Haščák, Zdeno Cíger – Libor Dolana, Martin Hosták, Ladislav Lubina – Tomáš Jelínek, Jiří Hrdina, Jiří Doležal – Jaromír Jágr, Robert Reichel, Bobby Holík.
Kanada: Kirk McLean – Doug Lidster, Paul Coffey, Al MacInnis, Jamie Macoun, Richard Green, Curtis Leschyshyn – Rick Tocchet, Ron Sutter, Murray Craven – Brian Bellows, Steve Yzerman, Greg Adams – Theoren Fleury, Doug Gilmour, Shawn Burr – Michel Petit, John Cullen, Keith Acton.
 USA –  Norsko		9:4 (2:0, 5:2, 2:2)
23. dubna 1990 (16:30) – Bern (Eisstadion Allmend)

Branky USA: 4:07 Jeff Norton, 4:44 Mike Modano, 21:00 Greg Brown, 27:39 Jeff Norton, 28:48 Danton Cole, 30:45 Guy Gosselin, 33:37 Guy Gosselin, 50:34 Paul Ranheim, 56:35 Mike Modano.

Branky Norska: 22:13 Petter Salsten, 37:20 Per Christian Knold, 45:46 Kim Søgård, 53:41 Tor Helge Eikeland.

Rozhodčí: Seppo Mäkelä (FIN) – Arto Järvelä (FIN), Ralph Dimmers (FRG)

Vyloučení: 8:5 (3:2, 1:0)

Diváků: 2 500
 SRN –  Finsko 	2:4 (0:1, 0:1, 4:0)
23. dubna 1990 (20:00) – Bern (Eisstadion Allmend)

Branky SRN: 17:08 Michael Schmidt, 21:51 Bernhard Truntschka.

Branky Finska: 41:30 Jyrki Lumme, 49:05 Christian Ruutu, 50:27 Raimo Summanen, 56:57 Pauli Järvinen.

Rozhodčí: Nikolaj Morozov (URS) – Bob Bell (CAN), Tim Benedetto (USA)

Vyloučení: 7:8 (0:0, 1:3)

Diváků: 3 800
 Kanada –  Švédsko 	3:1 (0:1, 1:0, 2:0)
24. dubna 1990 (16:30) – Bern (Eisstadion Allmend)

Branky Kanady: 32:49 Doug Gilmour, 42:52 Brian Bellows, 49:46 Shawn Burr.

Branky Švédska: 3:48 Thomas Eriksson.

Rozhodčí: Jiří Lípa (TCH) – Michel Clemençon (SUI), Šamil Šakirov (URS)

Vyloučení: 11:7

Diváků: 11 500
 ČSFR -  SSSR 	1:4 (0:2, 0:1, 1:1)
24. dubna 1990 (20:00) – Bern (Eisstadion Allmend)

Branky ČSFR: 50:31 Jiří Doležal (Jiří Hrdina).

Branky SSSR: 14:11 Vladimir Konstantinov (Sergej Makarov), 19:46 Alexandr Semak (Jurij Leonov), 28:59 Alexej Gusarov (Dmytro Christič), 59:03 Valerij Kamenskij (Vjačeslav Fetisov).

Rozhodčí: Steve Piotrowski (USA) – Anders Ekhagen (SWE), Johan Enestedt (SWE)

Vyloučení: 10:10 (1:1)

Diváků: 11 500
ČSFR: Dominik Hašek – Antonín Stavjaňa, Bedřich Ščerban, Drahomír Kadlec, Leo Gudass, Mojmír Božík, František Procházka – Robert Kron, Oto Haščák, Zdeno Cíger – Libor Dolana, Jiří Kučera, Ladislav Lubina – Tomáš Jelínek, Jiří Hrdina, Jiří Doležal – Jaromír Jágr, Robert Reichel, Bobby Holík.
SSSR: Artūrs Irbe – Vladimir Malachov, Vladimir Konstantinov, Michail Tatarinov, Vjačeslav Fetisov, Igor Kravčuk, Alexej Gusarov – Andrej Chomutov, Vjačeslav Bykov, Valerij Kamenskij – Sergej Němčinov, Alexandr Semak, Jurij Leonov – Ilja Bjakin, Sergej Fjodorov, Pavel Bure – Sergej Makarov, Dmytro Chrystyč, Jevgenij Davydov.
 Norsko –  SRN		7:3 (3:1, 4:2, 0:1)
25. dubna 1990 (16:30) – Bern (Eisstadion Allmend)

Branky Norska: 0:42 Stephen Foyn, 9:02 Stephen Foyn, 12:58 Per Christian Knold, 20:49 Ørjan Løvdal, 21:05 Erik Kristiansen, 30:22 Erik Kristiansen, 34:41 Geir Hoff.

Branky SRN: 11:24 Dieter Hegen, 29:06 Gerd Truntschka, 55:10 Andreas Niederberger.

Rozhodčí: Seppo Mäkelä (FIN) – Tim Benedetto (USA), Ladislav Rouspetr (TCH)

Vyloučení: 12:13 (3:1)

Diváků: 4 000
 Finsko –  USA 	1:2 (1:1, 0:0, 0:1)
25. dubna 1990 (20:00) – Bern (Eisstadion Allmend)

Branky Finska: 7:33 Pauli Järvinen.

Branky USA: 6:53 Mark Johnson, 49:04 Neal Broten.

Rozhodčí: Jiří Lípa (TCH) – Johan Enestedt (SWE), Michel Clemençon (SUI)

Vyloučení: 6:5

Diváků: 2 500
 ČSFR -  Švédsko 	1:5 (0:1, 1:4, 0:0)
26. dubna 1990 (16:30) – Bern (Eisstadion Allmend)

Branky ČSFR: 30:33 Jaromír Jágr (Robert Reichel).

Branky Švédska: 4:59 Per-Erik Eklund (Johan Garpenlöv), 20:51 Thomas Rundqvist (Kent Nilsson, Håkan Loob), 28:51 Håkan Loob (Thomas Rundqvist), 31:12 Anders Carlsson (Anders Huss, Anders Eldebrink), 36:47 Kent Nilsson (Tomas Jonsson, Håkan Loob).

Rozhodčí: Willi Vögtlin (FRG) – Bob Bell (CAN), Richard Schütz (FRG)

Vyloučení: 5:7 (1:0, 0:2) + Thomas Eriksson na 10 min.

Diváků: 6 000
ČSFR: Dominik Hašek – Antonín Stavjaňa, Bedřich Ščerban, Drahomír Kadlec, Jerguš Bača, Mojmír Božík, František Procházka – Robert Kron, Martin Hosták, Zdeno Cíger – Libor Dolana, Jiří Kučera, Ladislav Lubina – Tomáš Jelínek, Jiří Hrdina, Jiří Doležal – Jaromír Jágr, Robert Reichel, Bobby Holík.
Švédsko: Rolf Riderwall – Tomas Jonsson, Anders Eldebrink, Thomas Eriksson, Tommy Samuelsson, Ulf Samuelsson, Peter Andersson – Håkan Loob, Thomas Rundqvist, Kent Nilsson – Mats Sundin, Per-Erik Eklund, Johan Garpenlöv – Anders Huss, Anders Carlsson, Patrik Erickson – Johan Strömwall, Magnus Svensson, Magnus Roupe.
 Kanada –  SSSR 	3:3 (1:0, 2:2, 0:1)
26. dubna 1990 (20:00) – Bern (Eisstadion Allmend)

Branky Kanady: 11:19 Ron Sutter, 34:18 Steve Yzerman, 37:28 Theoren Fleury.

Branky SSSR: 29:29 Dmytro Chrystyč, 32:40 Michail Tatarinov, 57:07 Sergej Fjodorov.

Rozhodčí: Dag Olsson (SWE) – Ralph Dimmers (FRG), Arto Järvelä (FIN)

Vyloučení: 1:6 (1:0)

Diváků: 11 000

### Finále
|    |         | URS | SWE | TCH | CAN | V | R | P | Skóre | B |
| 1. | SSSR    | *** | 3:0 | 5:0 | 7:1 | 3 | 0 | 0 | 15:1  | 6 |
| 2. | Švédsko | 0:3 | *** | 5:5 | 6:4 | 1 | 1 | 1 | 11:12 | 3 |
| 3. | ČSFR    | 0:5 | 5:5 | *** | 3:2 | 1 | 1 | 1 | 8:12  | 3 |
| 4. | Kanada  | 1:7 | 4:6 | 2:3 | *** | 0 | 0 | 3 | 7:16  | 0 |

 ČSFR -  Kanada 	3:2 (2:0, 1:1, 0:1)
28. dubna 1990 (16:30) – Bern (Eisstadion Allmend)

Branky ČSFR: 10:02 Jiří Kučera (Antonín Stavjaňa), 12:48 Zdeno Cíger, 26:17 Bobby Holík.

Branky Kanady: 21:12 Greg Adams (Paul Coffey, Al MacInnis), 49:52 Doug Lidster (Shawn Burr).

Rozhodčí: Seppo Mäkelä (FIN) – Anders Ekhagen (SWE), Johan Enestedt (SWE)

Vyloučení: 5:2 (0:1)

Diváků: 11 500
ČSFR: Dominik Hašek – Antonín Stavjaňa, Bedřich Ščerban, Drahomír Kadlec, František Procházka, Mojmír Božík, Jerguš Bača – Robert Kron, Oto Haščák, Zdeno Cíger – Libor Dolana, Jiří Kučera, Ladislav Lubina – Tomáš Jelínek, Jiří Hrdina, Jiří Doležal – Jaromír Jágr, Robert Reichel, Bobby Holík.
Kanada: Kirk McLean (41. Bob Essensa) – Doug Lidster, Paul Coffey, Richard Green, Curtis Leschyshyn, Al MacInnis, Jamie Macoun – Rick Tocchet, Ron Sutter, Murray Craven – Brian Bellows, Steve Yzerman, Greg Adams – Theoren Fleury, Doug Gilmour, Shawn Burr – Keith Acton, John Cullen.
 SSSR –  Švédsko 	3:0 (0:0, 1:0, 2:0)
28. dubna 1990 (20:00) – Bern (Eisstadion Allmend)

Branky SSSR: 25:49 Sergej Makarov, 45:36 Andrej Chomutov, 52:58 Dmytro Chrystyč.

Rozhodčí: Steve Piotrowski (USA) – Ralph Dimmers (FRG), Richard Schütz (FRG)

Vyloučení: 7:8

Diváků: 10 300
 ČSFR -  Švédsko 5:5 (1:3, 1:1, 3:1)
30. dubna 1990 (16:30) – Bern (Eisstadion Allmend)

Branky ČSFR: 11:40 František Procházka, 29:45 František Procházka (Tomáš Jelínek), 46:48 Jaromír Jágr (Bobby Holík, Drahomír Kadlec), 53:15 Robert Reichel  (Jaromír Jágr), 54:10 Oto Haščák (Zdeno Cíger).

Branky Švédska: 1:06 Ulf Samuelsson (Mikael Johansson), 3:10 Anders Eldebrink  (Thomas Rundqvist), 04:52 Patrik Erickson, 23:47 Kent Nilsson (Håkan Loob), 52:00 Håkan Loob (Thomas Rundqvist).

Rozhodčí: Willi Vögtlin (SUI) – Arto Järvelä (FIN), Bob Bell (CAN)

Vyloučení: 5:4 (1:2)

Diváků: 5 000
ČSFR: Petr Bříza – Antonín Stavjaňa, Bedřich Ščerban, Drahomír Kadlec, František Procházka, Mojmír Božík, Jerguš Bača – Robert Kron, Oto Haščák, Zdeno Cíger – Libor Dolana, Jiří Kučera, Ladislav Lubina – Tomáš Jelínek, Jiří Hrdina, Jiří Doležal – Jaromír Jágr, Robert Reichel, Bobby Holík
Švédsko: Rolf Riderwall – Tommy Samuelsson, Anders Eldebrink, Thomas Eriksson, Ulf Samuelsson, Pär Olov Djoos, Peter Andersson – Håkan Loob, Thomas Rundqvist, Kent Nilsson – Mikael Johansson, Per-Erik Eklund, Johan Garpenlöv – Anders Huss, Anders Carlsson, Patrik Erickson – Johan Strömwall, Magnus Svensson, Magnus Roupe.
 SSSR –  Kanada 	7:1 (4:0, 0:1, 3:0)
30. dubna 1990 (20:00) – Bern (Eisstadion Allmend)

Branky SSSR: 1:40 Michail Tatarinov, 3:48 Vjačeslav Bykov, 12:36 Valerij Kamenskij, 14:04 Sergej Fjodorov, 44:30 Andrej Chomutov, 49:29 Jevgenij Davydov, 59:32 Vjačeslav Fetisov.

Branky Kanady: 29:46 Steve Yzerman.

Rozhodčí: Dag Olsson (SWE) – Anders Ekhagen (SWE), Johan Enestedt (SWE)

Vyloučení: 10:12 (2:1, 1:0)

Diváků: 11 300
 ČSFR -  SSSR 	0:5 (0:0, 0:2, 0:3)
2. května 1990 (14:30) – Bern (Eisstadion Allmend)

Branky SSSR: 26:08 Vjačeslav Bykov (Michail Tatarinov, Sergej Makarov), 39:49 Valerij Kamenskij (Vjačeslav Fetisov), 40:56 Jevgenij Davydov (Michail Tatarinov), 43:51 Valerij Kamenskij (Vjačeslav Fetisov), 46:17 Sergej Makarov (Vjačeslav Fetisov).

Rozhodčí: Seppo Mäkelä (FIN) – Anders Ekhagen (SWE), Johan Enestedt (SWE)

Vyloučení: 8:6 (0:1)

Diváků: 10 000
ČSFR: Dominik Hašek – Antonín Stavjaňa, Bedřich Ščerban, Drahomír Kadlec, František Procházka, Mojmír Božík, Jerguš Bača – Robert Kron, Oto Haščák, Zdeno Cíger – Libor Dolana, Martin Hosták, Ladislav Lubina – Tomáš Jelínek, Jiří Hrdina, Jiří Doležal – Jaromír Jágr, Robert Reichel, Bobby Holík.
SSSR: Artūrs Irbe (57. Vladimir Myškin) – Vladimir Malachov, Vladimir Konstantinov, Michail Tatarinov, Vjačeslav Fetisov, Alexej Gusarov, Igor Kravčuk – Andrej Chomutov, Vjačeslav Bykov, Valerij Kamenskij – Jevgenij Davydov, Alexandr Semak, Sergej Němčinov – Ilja Bjakin, Sergej Fjodorov, Pavel Bure – Sergej Makarov, Dmytro Chrystyč, Sergej Prjachin.
 Švédsko –  Kanada 	6:4 (3:0, 3:1, 0:3)
2. května 1990 (18:00) – Bern (Eisstadion Allmend)

Branky Švédska: 12:13 Ulf Samuelsson, 16:14 Kent Nilsson, 17:36 Anders Eldebrink, 27:13 Magnus Svensson, 31:21 Thomas Rundqvist, 34:16 Kent Nilsson.

Branky Kanady: 32:39 Greg Adams, 41:30 Greg Adams, 41:45 Theoren Fleury, 59:56 Doug Gilmour.

Rozhodčí: Willi Vögtlin (SUI) – Arto Järvelä (FIN), Richard Schütz (FRG)

Vyloučení: 4:6 (1:1, 1:0)

Diváků: 11 300

### O 5. - 8. místo
|    |        | USA | FIN | GER | NOR | V | R | P | Skóre | B  |
| 5. | USA    | *** | 3:2 | 5:3 | 4:1 | 6 | 0 | 4 | 35:43 | 12 |
| 6. | Finsko | 2:3 | *** | 1:1 | 8:1 | 2 | 2 | 6 | 29:32 | 6  |
| 7. | SRN    | 3:5 | 1:1 | *** | 4:0 | 1 | 1 | 8 | 19:42 | 3  |
| 8. | Norsko | 1:4 | 1:8 | 0:4 | *** | 1 | 1 | 8 | 21:61 | 3  |

- Utkání ze základní části se započítávala.

 Finsko –  Norsko		8:1 (2:1, 4:0, 2:0)
27. dubna 1990 (16:30) – Bern (Eisstadion Allmend)

Branky Finska: 7:32 Christian Ruutu, 12:53 Raimo Summanen, 23:40 Jyrki Lumme, 28:53 Raimo Summanen, 36:39 Risto Jalo, 38:01 Jukka Vilander, 45:16 Jyrki Lumme, 47:17 Juha Järvenpää.

Branky Norska: 6:00 Stephen Foyn.

Rozhodčí: Don Gaudet (CAN) – Anders Ekhagen (SWE), Šamil Šakirov (URS)

Vyloučení: 9:8 (2:1)

Diváků: 2 500
 USA –  SRN		5:3 (1:0, 2:1, 2:2)
27. dubna 1990 (20:00) – Bern (Eisstadion Allmend)

Branky USA: 14:20 Kevin Stevens, 31:00 Kevin Stevens, 38:06 Neal Broten, 52:15 John Fritsche, 57:45 Joel Otto.

Branky SRN: 22:13 Helmut Steiger, 43:11 Raimund Hilger, 56:20 Michael Schmidt.

Rozhodčí: Nikolaj Morozov (URS) – Michel Clemençon (SUI), Ladislav Rouspetr (TCH)

Vyloučení: 7:4 (1:0)

Diváků: 400
 Finsko –  SRN		1:1 (0:0, 0:1, 1:0)
29. dubna 1990 (14:30) – Bern (Eisstadion Allmend)

Branky Finska: 47:56 Pekka Tirkkonen.

Branky SRN: 36:40 Andreas Pokorny.

Rozhodčí: Dag Olsson (SWE) – Tim Benedetto (USA), Ladislav Rouspetr (TCH)

Vyloučení: 4:6

Diváků: 4 500
 USA –  Norsko		4:1 (2:1, 1:0, 1:0)
29. dubna 1990 (18:00) – Bern (Eisstadion Allmend)

Branky USA: 3:44 Jeff Norton, 13:41 Paul Ranheim, 23:02 Kevin Stevens, 55:37 Greg Brown.

Branky Norska: 9:13 Geir Hoff.

Rozhodčí: Jiří Lípa (TCH) – Arto Järvelä (FIN), Richard Schütz (FRG)

Vyloučení: 8:8 (0:1)

Diváků: 2 000
 USA –  Finsko 	3:2 (2:1, 1:1, 0:0)
1. května 1990 (16:30) – Bern (Eisstadion Allmend)

Branky USA: 2:41 Steven MacSwain, 5:36 Thomas O'Regan, 29:11 Mike Modano.

Branky Finska: 11:31 Christian Ruutu, 36:46 Reijo Mikkolainen.

Rozhodčí: Tor Hansen (NOR) – Ralph Dimmers (FRG), Ladislav Rouspetr (TCH)

Vyloučení: 3:1

Diváků: 2 500
 SRN –  Norsko		4:0 (2:0, 2:0, 0:0)
1. května 1990 (20:00) – Bern (Eisstadion Allmend)

Branky SRN: 8:48 Andreas Niederberger, 13:56 Andreas Lupzig, 32:49 Gerd Truntschka, 35:58 Raimund Hilger.

Rozhodčí: Don Gaudet (CAN) – Bob Bell (CAN), Tim Benedetto (USA)

Vyloučení: 5:3 (1:0)

Diváků: 7 600

### Mistrovství Evropy
|    |                     | SWE | URS | TCH | FIN | NOR | GER | V | R | P | Skóre | B  |
| 1. | Švédsko             | *** | 3:1 | 5:1 | 4:2 | 4:3 | 6:0 | 5 | 0 | 0 | 22:7  | 10 |
| 2. | SSSR                | 1:3 | *** | 4:1 | 6:1 | 9:1 | 5:2 | 4 | 0 | 1 | 25:8  | 8  |
| 3. | Československo/ČSFR | 1:5 | 1:4 | *** | 4:2 | 9:1 | 3:0 | 3 | 0 | 2 | 18:13 | 6  |
| 4. | Finsko              | 2:4 | 1:6 | 2:4 | *** | 3:3 | 4:2 | 1 | 1 | 3 | 12:19 | 3  |
| 5. | Norsko              | 3:4 | 1:9 | 1:9 | 3:3 | *** | 7:3 | 1 | 1 | 3 | 15:28 | 3  |
| 6. | SRN                 | 0:6 | 2:5 | 0:3 | 2:4 | 3:7 | *** | 0 | 0 | 5 | 7:25  | 0  |

## Statistiky

### Nejlepší hráči podle direktoriátu IIHF
| Brankář | Artūrs Irbe       |
| Obránce | Michail Tatarinov |
| Útočník | Steve Yzerman     |

### All Stars
| Brankář         | Dominik Hašek     |
| Levý obránce    | Vjačeslav Fetisov |
| Pravý obránce   | Michail Tatarinov |
| Levé křídlo     | Steve Yzerman     |
| Střední útočník | Robert Reichel    |
| Pravé křídlo    | Andrej Chomutov   |

### Kanadské bodování
| Poř. | Kanadské bodování | Branky | Přihrávky | Body |
| ---- | ----------------- | ------ | --------- | ---- |
| 1.   | Steve Yzerman     | 9      | 10        | 19   |
| 2.   | Andrej Chomutov   | 11     | 5         | 16   |
| 3.   | Kent Nilsson      | 10     | 2         | 12   |
| 4.   | Robert Reichel    | 5      | 6         | 11   |
| 5.   | Håkan Loob        | 4      | 7         | 11   |
| 5.   | Theoren Fleury    | 4      | 7         | 11   |
| 7.   | Michail Tatarinov | 3      | 8         | 11   |
| 7.   | Thomas Rundqvist  | 3      | 8         | 11   |
| 9.   | Gerd Truntschka   | 4      | 6         | 10   |
| 10.  | Vjačeslav Fetisov | 2      | 8         | 10   |

### Soupiska SSSR
1.  SSSR

Brankáři: Sergej Mylnikov, Artūrs Irbe, Vladimir Myškin.

Obránci: Igor Kravčuk, Vladimir Malachov, Alexej Gusarov, Vladimir Konstantinov, Ilja Bjakin, Michail Tatarinov, Vjačeslav Fetisov.

Útočníci: Sergej Fjodorov, Pavel Bure, Jevgenij Davydov, Andrej Chomutov, Vjačeslav Bykov, Valerij Kamenskij, Jurij Leonov, Alexandr Semak, Sergej Němčinov, Viktor Ťumeněv, Dmytro Chrystyč, Sergej Makarov, Sergej Prjachin.

Trenéři: Viktor Tichonov, Igor Dmitrijev.

### Soupiska Švédska
2.  Švédsko

Brankáři: Rolf Ridderwall, Peter Äslin, Fredrik Andersson.

Obránci: Tomas Jonsson, Magnus Svensson, Anders Eldebrink, Pär Djoos, Ulf Samuelsson, Tommy Samuelsson, Peter Andersson, Thomas Eriksson.

Útočníci: Thomas Rundqvist, Håkan Loob, Magnus Roupé, Patrik Erickson, Anders Carlsson, Johan Garpenlöv, Mikael Johansson, Kent Nilsson, Per-Erik Eklund, Johan Strömwall, Anders Huss, Mats Sundin.

Trenéři: Tommy Sandlin, Bengt Ohlson.

### Soupiska Československa / ČSFR
3.  Československo / ČSFR
Brankáři: Dominik Hašek, Petr Bříza, Eduard Hartmann.

Obránci: Jerguš Bača, Mojmír Božík, Leo Gudas, Drahomír Kadlec, František Procházka, Antonín Stavjaňa, Bedřich Ščerban.

Útočníci: Zdeno Cíger, Oto Haščák,  – Jiří Doležal, Martin Hosták, Libor Dolana, Bobby Holík, Jaromír Jágr, Tomáš Jelínek, Robert Kron, Jiří Kučera, Ladislav Lubina, Robert Reichel, Jiří Hrdina.

Trenéři: Pavel Wohl, Stanislav Neveselý.

### Soupiska Kanady
4.  Kanada

Brankáři: Kirk McLean, Ken Wregget, Bob Essensa.

Obránci: Curtis Leschyshyn, Michel Petit, Al MacInnis, Jamie Macoun, Doug Lidster, Rick Green, Paul Coffey.

Útočníci: Ron Sutter, Murray Craven, Rick Tocchet, Keith Acton, Theoren Fleury, Doug Gilmour, Joe Nieuwendyk, Shawn Burr, Steve Yzerman, John Cullen, Mark Recchi, Greg Adams, Brian Bellows.

Trenéři: Dave King, Bryan Murray.

### Soupiska USA
5.  USA

Brankáři: William Pye, Jon Casey, John Blue.

Obránci: Chris Dahlqvist, Jim Johnson, Jeff Norton, Dan Keczmer, Greg Brown, Guy Gosselin.

Útočníci: Neal Broten, Mike Modano, Paul Ranheim, Joel Otto, Kevin Stevens, Danton Cole, Tom O'Regan, Kip Miller, Bobby Reynolds, Edmund Galiani, Mark Johnson, John Fritsche, Steven MacSwain, Joe Sacco.

Trenéři: Tim Taylor, Ben Smith.

### Soupiska Finska
6.  Finsko

Brankáři: Jukka Tammi, Sakari Lindfors.

Obránci: Pekka Laksola, Hakki Leime, Kai Rautio, Simo Saarinen, Arto Ruotanen, Jarmo Kuusisto, Jyrki Lumme, Hannu Henrikkson.

Útočníci: Jukka Vilander, Ari Vuori, Reijo Mikkolainen, Raimo Summanen, Risto Jalo, Juha Järvenpää, Pauli Järvinen, Pekka Arbelius, Christian Ruutu, Esa Keskinen, Pekka Tirkkonen, Raimo Helminen.

Trenéři: Penti Matikainen, Hannu Jortikka.

### Soupiska SRN
7.  SRN

Brankáři: Helmut De Raaf, Klaus Merk, Josef Heiss.

Obránci: Michael Schmidt, Andreas Niederberger, Ulrich Hiemer, Andreas Pokorny, Udo Kießling, Harold Kreis, Uwe Krupp.

Útočníci: Dieter Willman, Dieter Hegen, Bernhard Truntschka, Gerd Truntschka, Andreas Lupzig, Thomas Brandl, Helmut Steiger, Harald Birk, Georg Holzmann, Axel Kammerer, Christian Brittig, Peter Draisaitl, Raimund Hilger.

Trenéři: Xaver Unsinn, Erich Kühnhackl.

### Soupiska Norska
8.  Norsko

Brankáři: Jim Marthinsen, Steve Allman, Torbjørn Orskaug.

Obránci: Petter Salsten, Jørgen Salsten, Åge Ellingsen, Morgan Andersen, Jan-Roar Fagerli, Kim Søgård, Tor Helge Eikeland.

Útočníci: Geir Hoff, Lars Walbye, Ole Eskild Dahlstrøm, Cato Tom Andersen, Per Christian Knold, Stephen Foyn, Lars Bergseng, Arne Billkvam, Ørjan Løvdal, Morten Finstad, Carl Gunnar Gundersen, Erik Kristiansen, Rune Gulliksen.

Trenéři: George Kingston, Lenny Eriksson.

### Rozhodčí
| Hlavní - Piotrowski - Dag Olsson - Jiří Lípa - Seppo Mäkelä - Gaudet - Nikolaj Morozov - Willi Vögtlin - Hansen | Čároví - Anders Ekhagen - Johan Enestedt - Šakirov - Benedetto - Arto Järvelä - Clemençon - Schütz - Bell - Dimmers - Rouspetr |

## MS Skupina B
|    |            | SUI | ITA | AUT | FRA | GDR | POL | JPN | NED | V | R | P | Skóre | B  |
| 1. | Švýcarsko  | *** | 5:4 | 2:2 | 4:1 | 2:2 | 5:3 | 6:1 | 6:1 | 5 | 2 | 0 | 30:14 | 12 |
| 2. | Itálie     | 4:5 | *** | 3:3 | 4:1 | 6:3 | 9:2 | 7:1 | 8:3 | 5 | 1 | 1 | 41:18 | 11 |
| 3. | Rakousko   | 2:2 | 3:3 | *** | 3:4 | 3:2 | 4:1 | 7:2 | 8:0 | 4 | 2 | 1 | 30:14 | 10 |
| 4. | Francie    | 1:4 | 1:4 | 4:3 | *** | 3:2 | 3:3 | 3:2 | 4:2 | 4 | 1 | 2 | 19:20 | 9  |
| 5. | NDR        | 2:2 | 3:6 | 2:3 | 2:3 | *** | 1:1 | 6:1 | 6:3 | 2 | 2 | 3 | 22:19 | 6  |
| 6. | Polsko     | 3:5 | 2:9 | 1:4 | 3:3 | 1:1 | *** | 8:2 | 7:1 | 2 | 2 | 3 | 25:25 | 6  |
| 7. | Japonsko   | 1:6 | 1:7 | 2:7 | 2:3 | 1:6 | 2:8 | *** | 4:4 | 0 | 1 | 6 | 13:41 | 2  |
| 8. | Nizozemsko | 1:6 | 3:8 | 0:8 | 2:4 | 3:6 | 1:7 | 4:4 | *** | 0 | 1 | 6 | 14:43 | 1  |

- NDR se v důsledku sjednocení Německa zúčastnila Mistrovství světa naposledy.

 Itálie -  Japonsko 7:1 (2:0, 3:0, 2:1)
29. března 1990 – Lyon
 Polsko -  Nizozemsko 7:1 (3:0, 0:0, 4:1)
29. března 1990 – Megève
 Francie -  Rakousko 4:3 (2:0, 1:1, 1:2)
29. března 1990 – Lyon
 Švýcarsko -  NDR 2:2 (1:0, 1:0, 0:2)
29. března 1990 – Megève
 Švýcarsko -  Nizozemsko 6:1 (2:1, 3:0, 1:0)
30. března 1990 – Megève
 NDR -  Francie 2:3 (0:2, 2:0, 0:1)
31. března 1990 – Lyon
 Rakousko -  Itálie 3:3 (0:2, 2:1, 1:0)
31. března 1990 – Lyon
 Japonsko -  Polsko 2:8 (1:3, 1:1, 0:4)
31. března 1990 – Megève
 Francie -  Nizozemsko 4:2 (3:1, 0:0, 1:1)
1. dubna 1990 - Lyon
 Itálie -  NDR 6:3 (3:2, 1:1, 2:0)
1. dubna 1990 - Lyon
 Švýcarsko -  Japonsko 6:1 (1:0, 3:0, 2:1)
1. dubna 1990 – Megève
 Polsko -  Rakousko 1:4 (0:0, 1:1, 0:3)
2. dubna 1990 - Lyon
 Itálie -  Nizozemsko 8:3 (2:1, 4:1, 2:1)
3. dubna 1990 - Lyon
 NDR -  Polsko 1:1 (0:0, 1:0, 0:1)
3. dubna 1990 - Lyon
 Japonsko -  Francie 2:3 (1:0, 1:1, 0:2)
3. dubna 1990 - Megève
 Rakousko -  Švýcarsko 2:2 (1:0, 1:0, 0:2)
3. dubna 1990 - Lyon
 Nizozemsko -  NDR 3:6 (0:4, 1:2, 2:0)
5. dubna 1990 – Lyon
 Polsko -  Švýcarsko 3:5 (3:2, 0:2, 0:1)
5. dubna 1990 – Megève
 Rakousko -  Japonsko 7:2 (2:1, 3:0, 2:1)
5. dubna 1990 – Lyon
 Itálie -  Francie 4:1 (3:0, 0:1, 1:0)
5. dubna 1990 – Megève
 Nizozemsko -  Rakousko 0:8 (0:2, 0:3, 0:3)
6. dubna 1990 – Lyon
 Japonsko -  NDR 1:6 (0:3, 1:2, 0:1)
6. dubna 1990 – Lyon
 Švýcarsko -  Itálie 5:4 (1:0, 3:2, 1:2)
7. dubna 1990 – Megève
 Francie -  Polsko 3:3 (2:1, 1:1, 0:1)
7. dubna 1990 – Megève
 NDR -  Rakousko 2:3 (0:0, 1:1, 1:2)
8. dubna 1990 – Megève
 Nizozemsko -  Japonsko 4:4 (2:2, 2:0, 0:2)
8. dubna 1990 – Lyon
 Francie -  Švýcarsko 1:4 (0:1, 1:2, 0:1)
8. dubna 1990 – Megève
 Polsko -  Itálie 2:9 (0:2, 2:3, 0:4)
8. dubna 1990 – Megève

## MS Skupina C
|    |             | YUG  | DEN  | CHN  | ROM | PRK | BUL | HUN  | BEL  | KOR  | V | R | P | Skóre | B  |
| 1. | Jugoslávie  | ***  | 5:1  | 3:3  | 6:3 | 8:2 | 6:3 | 8:1  | 17:1 | 4:2  | 7 | 1 | 0 | 57:16 | 15 |
| 2. | Dánsko      | 1:5  | ***  | 6:1  | 4:2 | 8:0 | 7:2 | 4:2  | 15:1 | 10:1 | 7 | 0 | 1 | 55:14 | 14 |
| 3. | Čína        | 3:3  | 1:6  | ***  | 4:2 | 3:6 | 2:3 | 3:2  | 8:4  | 10:3 | 4 | 1 | 3 | 34:29 | 9  |
| 4. | Rumunsko    | 3:6  | 2:4  | 2:4  | *** | 7:4 | 7:2 | 2:2  | 7:1  | 6:4  | 4 | 1 | 3 | 36:27 | 9  |
| 5. | KLDR        | 2:8  | 0:8  | 6:3  | 4:7 | *** | 5:3 | 4:2  | 3:0  | 3:4  | 4 | 0 | 4 | 27:35 | 8  |
| 6. | Bulharsko   | 3:6  | 2:7  | 3:2  | 2:7 | 3:5 | *** | 5:3  | 5:3  | 8:5  | 4 | 0 | 4 | 31:38 | 8  |
| 7. | Maďarsko    | 1:8  | 2:4  | 2:3  | 2:2 | 2:4 | 3:5 | ***  | 11:0 | 10:2 | 2 | 1 | 5 | 33:28 | 5  |
| 8. | Belgie      | 1:17 | 1:15 | 4:8  | 1:7 | 0:3 | 3:5 | 0:11 | ***  | 6:1  | 1 | 0 | 7 | 16:67 | 2  |
| 9. | Jižní Korea | 2:4  | 1:10 | 3:10 | 4:6 | 4:3 | 5:8 | 2:10 | 1:6  | ***  | 1 | 0 | 7 | 22:57 | 2  |

 Čína -  Bulharsko 2:3 (0:0, 2:0, 0:3)
28. března 1990 – Budapešť
 Maďarsko -  Belgie 11:0 (2:0, 4:0, 5:0)
28. března 1990 – Budapešť
 Jugoslávie -  Jižní Korea 4:2 (2:1, 2:1, 0:0)
28. března 1990 – Budapešť
 Dánsko -  Belgie 15:1 (4:0, 7:0, 4:1)
29. března 1990 – Budapešť
 Rumunsko -  Čína 2:4 (0:1, 2:0, 0:3)
29. března 1990 – Budapešť
 Bulharsko -  KLDR 3:5 (1:1, 1:2, 1:2)
29. března 1990 – Budapešť
 Rumunsko -  Jugoslávie 3:6 (0:0, 1:2, 2:4)
30. března 1990 – Budapešť
 Jižní Korea -  Maďarsko 2:10 (1:4, 1:2, 0:4)
30. března 1990 – Budapešť
 KLDR -  Dánsko 0:8 (0:2, 0:1, 0:5)
30. března 1990 – Budapešť
 Maďarsko -  Čína 2:3 (1:0, 1:2, 0:1)
31. března 1990 – Budapešť
 Bulharsko -  Jugoslávie 3:6 (0:2, 2:1, 1:3)
31. března 1990 – Budapešť
 Jižní Korea -  Belgie 1:6 (0:0, 0:3, 1:3)
31. března 1990 – Budapešť
 Rumunsko -  Dánsko 2:4 (0:2, 1:1, 1:1)
1. dubna 1990 – Budapešť
 KLDR -  Čína 6:3 (3:1, 2:0, 1:2)
1. dubna 1990 – Budapešť
 Belgie -  Bulharsko 3:5 (1:1, 2:1, 0:3)
1. dubna 1990 – Budapešť
 Jugoslávie -  KLDR 8:2 (6:1, 0:0, 2:1)
2. dubna 1990 – Budapešť
 Dánsko -  Jižní Korea 10:1 (1:0, 3:1, 6:0)
2. dubna 1990 – Budapešť
 Rumunsko -  Maďarsko 2:2 (0:1, 1:1, 1:0)
2. dubna 1990 – Budapešť
 Jugoslávie -  Belgie 17:1 (8:0, 5:0, 4:1)
3. dubna 1990 – Budapešť
 Čína -  Jižní Korea 10:3 (1:0, 5:1, 4:2)
3. dubna 1990 – Budapešť
 Maďarsko -  Bulharsko 3:5 (1:0, 1:3, 1:2)
3. dubna 1990 – Budapešť
 Belgie -  KLDR 0:3 (0:1, 0:1, 0:1)
4. dubna 1990 – Budapešť
 Bulharsko -  Rumunsko 2:7 (0:0, 2:2, 0:5)
4. dubna 1990 – Budapešť
 Čína -  Dánsko 1:6 (0:2, 0:2, 1:2)
4. dubna 1990 – Budapešť
 Jižní Korea -  Rumunsko 4:6 (0:2, 2:2, 2:2)
5. dubna 1990 – Budapešť
 KLDR -  Maďarsko 4:2 (1:0, 3:2, 0:0)
5. dubna 1990 – Budapešť
 Jugoslávie -  Dánsko 5:1 (2:0, 1:0, 2:1)
5. dubna 1990 – Budapešť
 Bulharsko -  Jižní Korea 8:5 (3:1, 4:0, 1:4)
6. dubna 1990 – Budapešť
 Maďarsko -  Jugoslávie 1:8 (0:4, 0:3, 1:1)
6. dubna 1990 – Budapešť
 Belgie -  Čína 4:8 (2:4, 0:2, 2:2)
6. dubna 1990 – Budapešť
 KLDR -  Rumunsko 4:7 (0:2, 3:3, 1:2)
7. dubna 1990 – Budapešť
 Dánsko -  Bulharsko 7:2 (1:1, 3:1, 3:0)
7. dubna 1990 – Budapešť
 Jižní Korea -  KLDR 4:3 (1:1, 0:0, 3:2)
8. dubna 1990 – Budapešť
 Belgie -  Rumunsko 1:7 (1:3, 0:1, 0:3)
8. dubna 1990 – Budapešť
 Čína -  Jugoslávie 3:3 (0:2, 2:1, 1:0)
8. dubna 1990 – Budapešť
 Dánsko -  Maďarsko 4:2 (1:0, 1:1, 2:1)
8. dubna 1990 – Budapešť

## MS Skupina D
|    |                | GBR  | AUS  | ESP  | V | R | P | Skóre | B |
| 1. | Velká Británie | ***  | 14:0 | 13:1 | 4 | 0 | 0 | 57:7  | 8 |
| 2. | Austrálie      | 3:13 | ***  | 2:2  | 0 | 2 | 2 | 10:34 | 2 |
| 3. | Španělsko      | 3:17 | 5:5  | ***  | 0 | 2 | 2 | 11:37 | 2 |

 Austrálie -  Španělsko 2:2 (1:0, 0:2, 1:0)
20. března 1990 - Cardiff
 Velká Británie -  Austrálie 14:0 (5:0, 5:0, 4:0)
21. března 1990 - Cardiff
 Španělsko -  Velká Británie 1:13 (1:2, 0:5, 0:6)
22. března 1990 - Cardiff
 Španělsko -  Austrálie 5:5 (0:4, 5:0, 0:1)
23. března 1990 - Cardiff
 Austrálie -  Velká Británie 3:13 (1:3, 1:3, 1:7)
24. března 1990 - Cardiff
 Velká Británie -  Španělsko 17:3 (2:1, 7:1, 8:1)
25. března 1990 - Cardiff